# Clarens (Hautes-Pyrénées)
Pour les articles homonymes, voir Clarens.
Clarens est une commune française située dans l'est du département des Hautes-Pyrénées, en région Occitanie. Sur le plan historique et culturel, la commune est dans la région gasconne de Magnoac, située sur le plateau de Lannemezan, qui reprend une partie de l’ancien Nébouzan, qui possédait plusieurs enclaves au cœur de la province de Comminges et a évolué dans ses frontières jusqu’à plus ou moins disparaitre.
Exposée à un climat de montagne, elle est drainée par la Baïse, la Baïse Darré, la Galavette et par un autre cours d'eau. La commune possède un patrimoine naturel remarquable : un site Natura 2000 (la « tourbière de Clarens ») et une zone naturelle d'intérêt écologique, faunistique et floristique.
Clarens est une commune rurale qui compte 502 habitants en 2022, après avoir connu une forte hausse de la population depuis 1962. Elle fait partie de l'aire d'attraction de Lannemezan. Ses habitants sont appelés les Clarensois ou  Clarensoises.

## Géographie

### Localisation
La commune de Clarens se trouve dans le département des Hautes-Pyrénées, en région Occitanie.
Elle se situe à 29 km à vol d'oiseau de Tarbes, préfecture du département, à 24 km de Bagnères-de-Bigorre, sous-préfecture, et à 5 km de Lannemezan, bureau centralisateur du canton de la Vallée de la Barousse dont dépend la commune depuis 2015 pour les élections départementales.
La commune fait en outre partie du bassin de vie de Lannemezan.
Les communes les plus proches sont : 
Uglas (2,9 km), Réjaumont (2,9 km), Galez (3,0 km), Campistrous (3,3 km), Bonrepos (4,6 km), Tajan (4,7 km), Lannemezan (5,0 km), Houeydets (5,0 km).
Sur le plan historique et culturel, Clarens fait partie de la région gasconne de Magnoac, située sur le plateau de Lannemezan, qui reprend une partie de l’ancien Nébouzan, qui possédait plusieurs enclaves au cœur de la province de Comminges et a évolué dans ses frontières jusqu’à plus ou moins disparaitre.

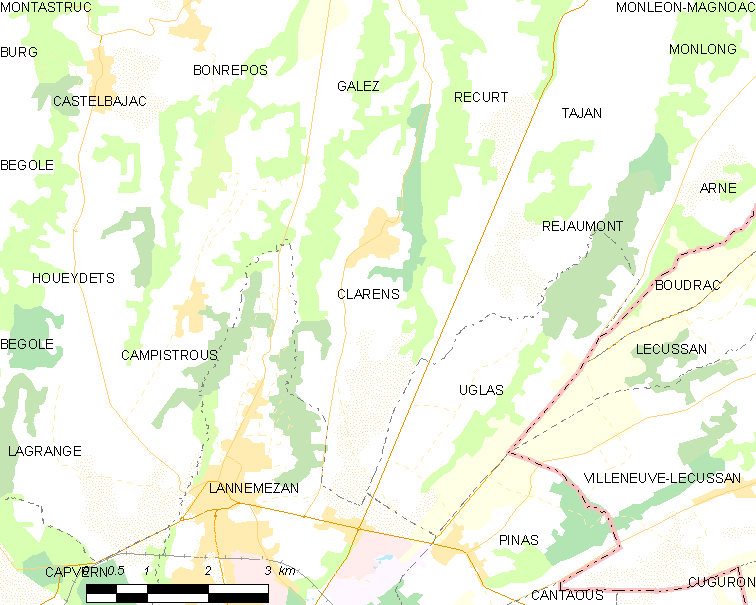
Carte de la commune de Clarens et des proches communes.

| Galez       | Recurt  | Tajan     |
| Campistrous | Clarens | Réjaumont |
| Lannemezan  | Uglas   |           |

### Hydrographie
La commune est traversée par la Galavette.
La Baïse Darré se jette dans la Petite Baïse au niveau de la commune de Clarens.
La Baïse-Devant traverse la commune dans une vallée encaissée à l’Ouest du territoire de la commune.
Les ruisseaux de l’Estélou, de Batmale et de Beryé prennent naissance sur le territoire de la commune.
Un canal d'irrigation provenant du Canal de la Neste traverse la commune en direction du Gers au nord.

### Climat
Le climat est tempéré de type océanique, en raison de l'influence proche de l'océan Atlantique situé à peu près 150 km plus à l'ouest. La proximité des Pyrénées fait que la commune profite d'un effet de foehn, il peut aussi y neiger en hiver, même si cela reste inhabituel.
| Mois                              | jan.  | fév.  | mars  | avril | mai   | juin  | jui.  | août  | sep.  | oct.  | nov.  | déc.  | année   |
| --------------------------------- | ----- | ----- | ----- | ----- | ----- | ----- | ----- | ----- | ----- | ----- | ----- | ----- | ------- |
| Température minimale moyenne (°C) | 1     | 2     | 4     | 6     | 9     | 13    | 15    | 15    | 12    | 9     | 4     | 2     | 7,7     |
| Température moyenne (°C)          | 5,2   | 5,6   | 8,4   | 10,1  | 13,8  | 17,8  | 18,6  | 18,8  | 16,4  | 13,5  | 7,5   | 5,5   | 11,8    |
| Température maximale moyenne (°C) | 10    | 11    | 14    | 15    | 19    | 22    | 25    | 25    | 23    | 19    | 14    | 11    | 17,3    |
| Ensoleillement (h)                | 108,8 | 118,8 | 155,6 | 157,2 | 181,3 | 191,5 | 215,5 | 196,4 | 194,5 | 164,4 | 124,4 | 104,4 | 1 912,8 |
| Précipitations (mm)               | 98,6  | 63,3  | 99    | 108,2 | 137   | 87,1  | 72,6  | 70,5  | 69,5  | 81,9  | 101,4 | 97,4  | 1 086   |

### Milieux naturels et biodiversité

#### Réseau Natura 2000

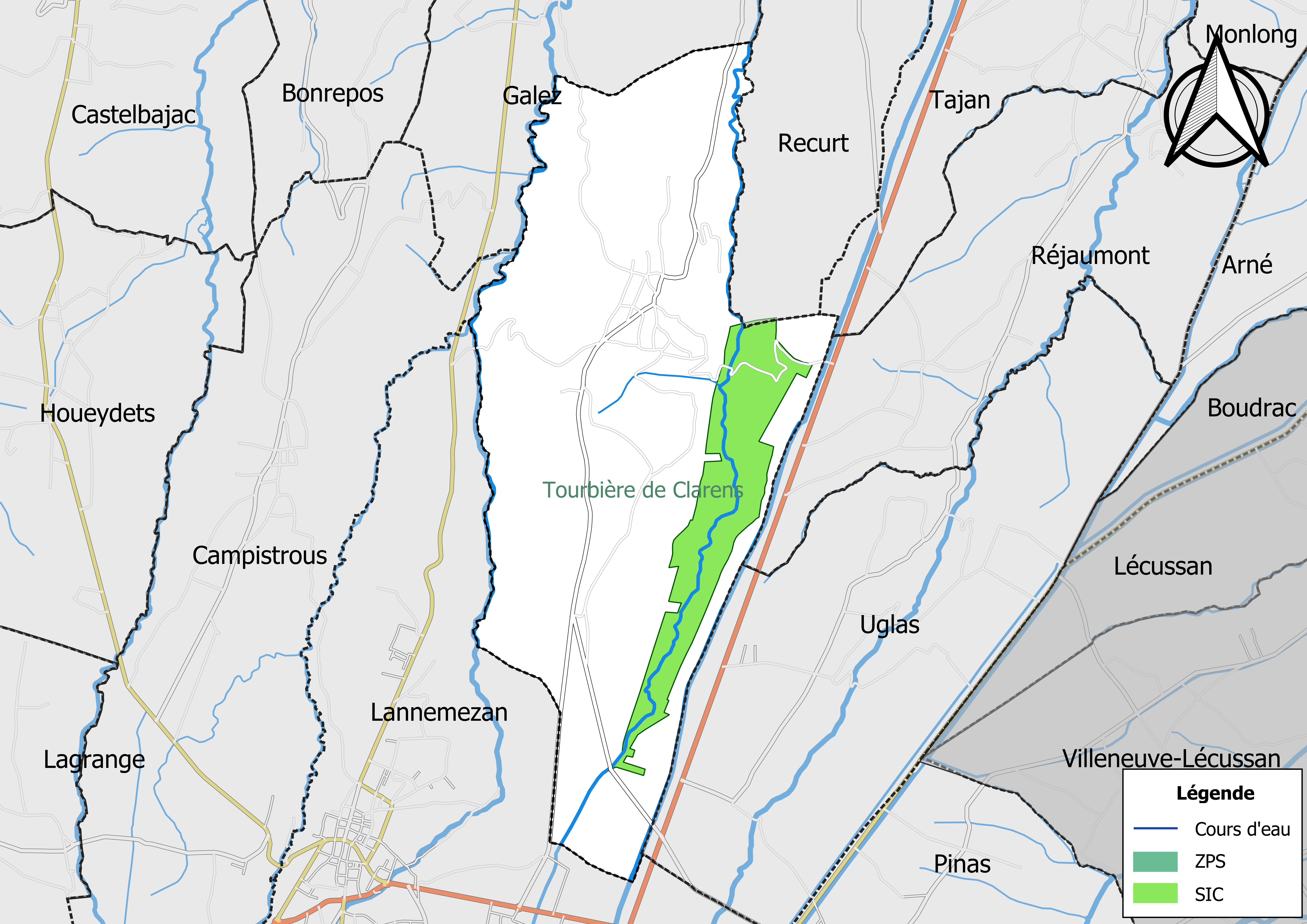
Site Natura 2000 sur le territoire communal.

Le réseau Natura 2000 est un réseau écologique européen de sites naturels d'intérêt écologique élaboré à partir des directives habitats et oiseaux, constitué de zones spéciales de conservation (ZSC) et de zones de protection spéciale (ZPS).
Un site Natura 2000 a été défini sur la commune au titre de la directive habitats : la « tourbière de Clarens », d'une superficie de 139 ha, le plus bel ensemble tourbeux de piémont des Pyrénées en Midi-Pyrénées encore intact, avec une très bonne représentation du très rare Spiranthe d'Été.

#### Zones naturelles d'intérêt écologique, faunistique et floristique

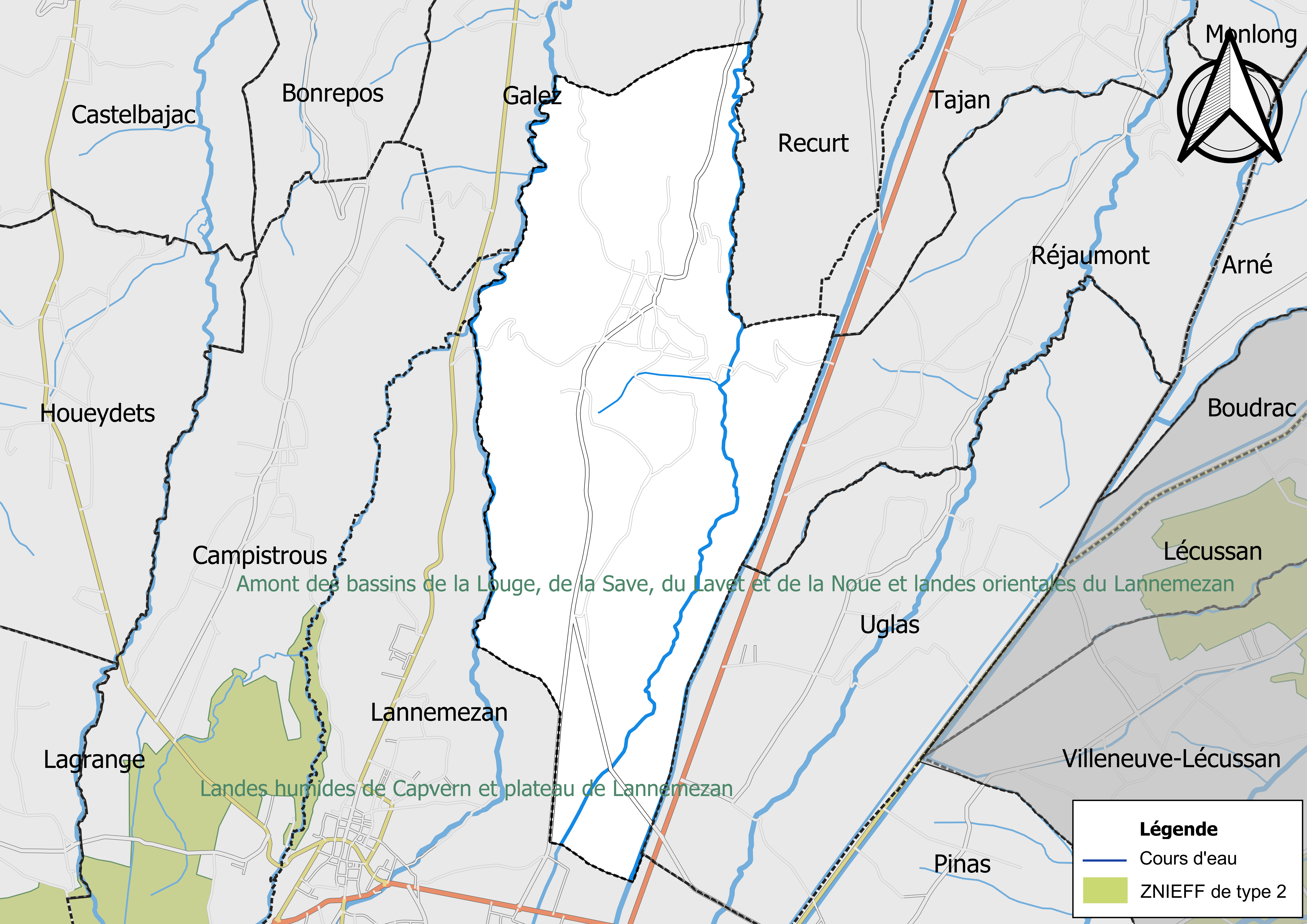
Carte des ZNIEFF de type 2 localisées sur la commune.

L’inventaire des zones naturelles d'intérêt écologique, faunistique et floristique (ZNIEFF) a pour objectif de réaliser une couverture des zones les plus intéressantes sur le plan écologique, essentiellement dans la perspective d’améliorer la connaissance du patrimoine naturel national et de fournir aux différents décideurs un outil d’aide à la prise en compte de l’environnement dans l’aménagement du territoire.
Une ZNIEFF de type 1 est recensée sur la commune :
les « tourbières de Clarens » (231 ha), couvrant 2 communes du département.

## Urbanisme

### Typologie
Au 1er janvier 2024, Clarens est catégorisée commune rurale à habitat dispersé, selon la nouvelle grille communale de densité à sept niveaux définie par l'Insee en 2022.
Elle est située hors unité urbaine. Par ailleurs la commune fait partie de l'aire d'attraction de Lannemezan, dont elle est une commune de la couronne,. Cette aire, qui regroupe 65 communes, est catégorisée dans les aires de moins de 50 000 habitants,.

### Occupation des sols
L'occupation des sols de la commune, telle qu'elle ressort de la base de données européenne d’occupation biophysique des sols Corine Land Cover (CLC), est marquée par l'importance des territoires agricoles (61,9 % en 2018), en diminution par rapport à 1990 (65,7 %). La répartition détaillée en 2018 est la suivante : 
zones agricoles hétérogènes (60,4 %), forêts (30,5 %), zones urbanisées (7,6 %), prairies (1,5 %).
L'IGN met par ailleurs à disposition un outil en ligne permettant de comparer l’évolution dans le temps de l’occupation des sols de la commune (ou de territoires à des échelles différentes). Plusieurs époques sont accessibles sous forme de cartes ou photos aériennes : la carte de Cassini (XVIIIe siècle), la carte d'état-major (1820-1866) et la période actuelle (1950 à aujourd'hui).

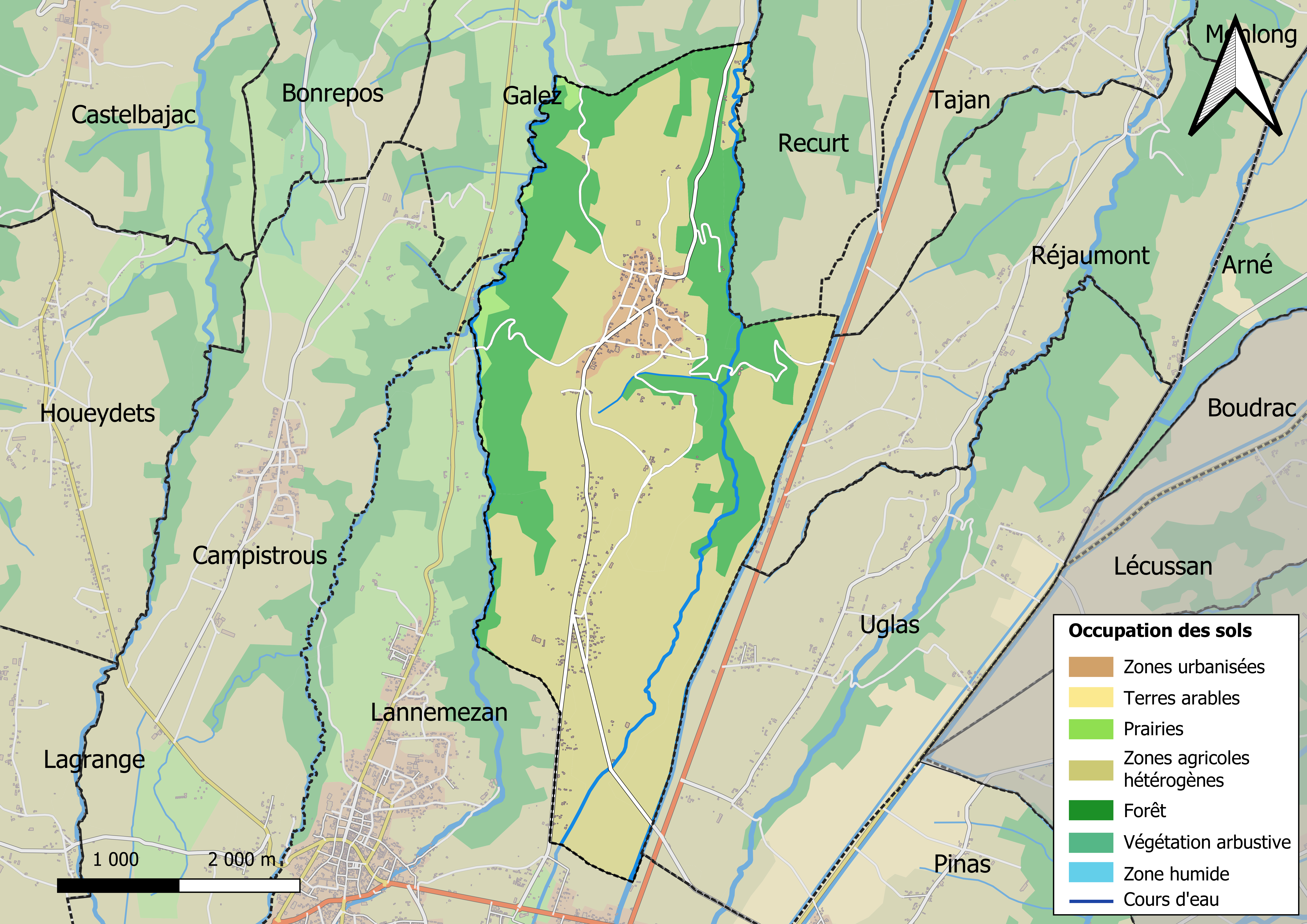
Carte des infrastructures et de l'occupation des sols en 2018 (CLC) de la commune.
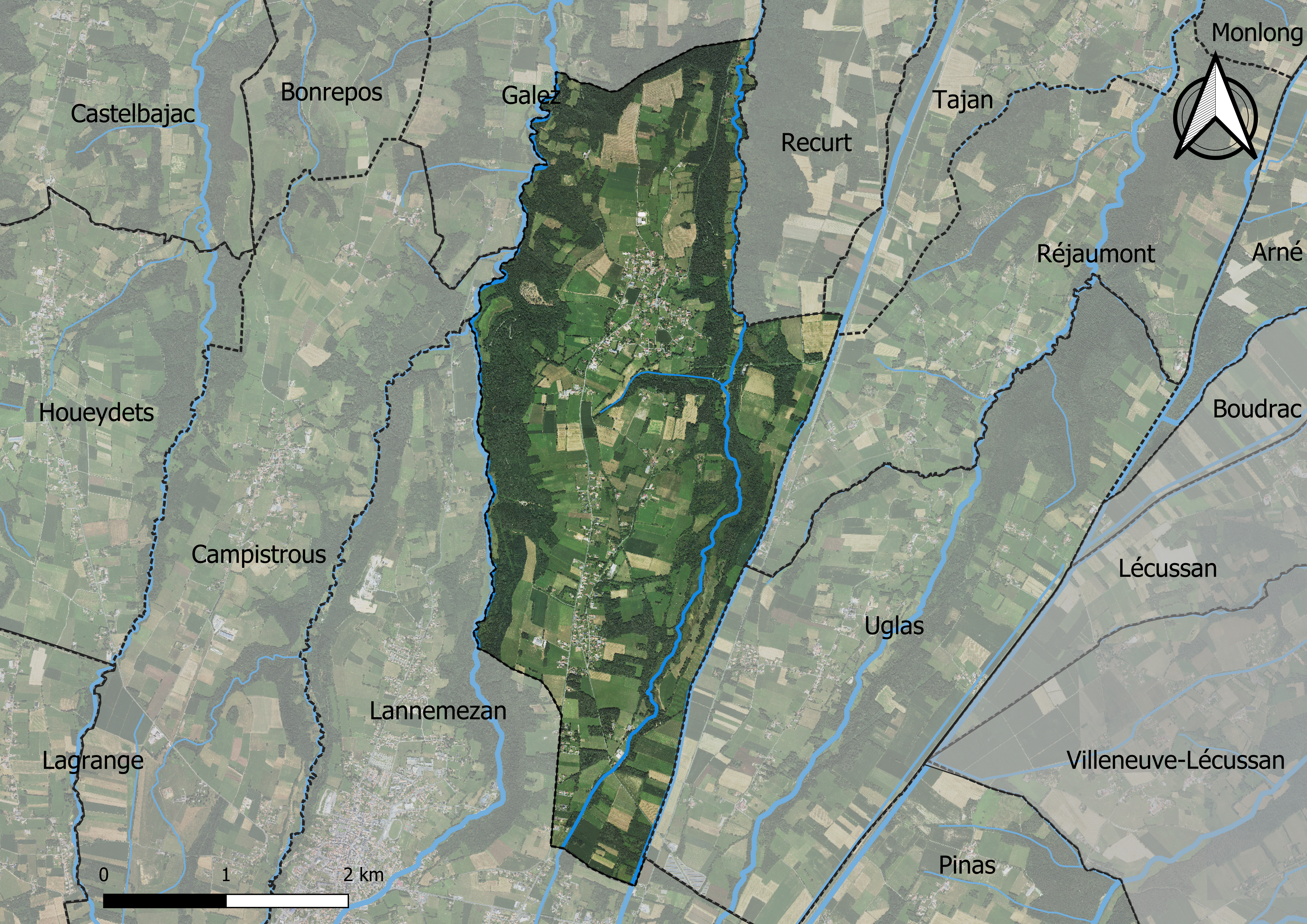
Carte orthophotogrammétrique de la commune.

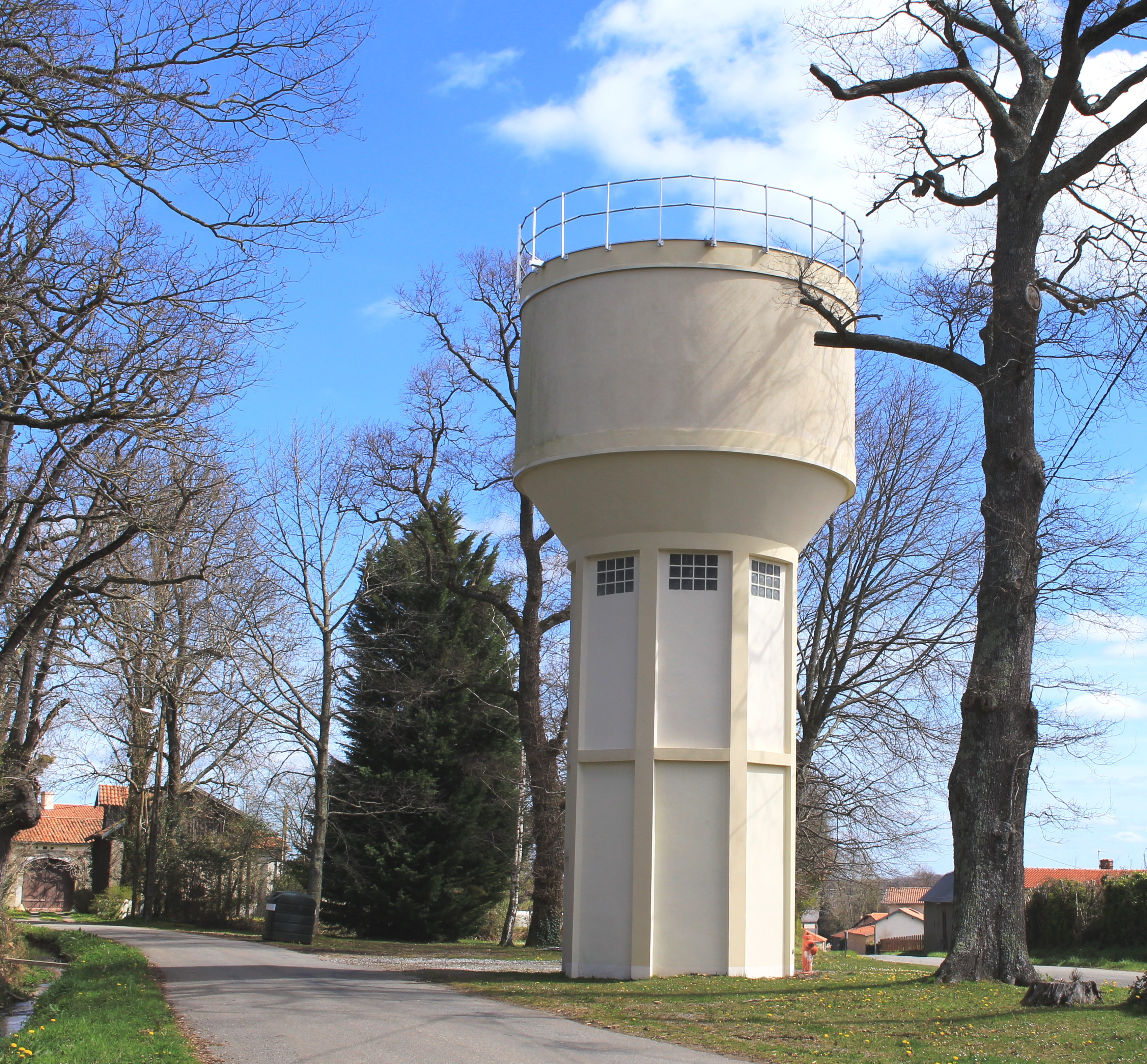
Le château d’eau en 2018.

### Logement
En 2012, le nombre total de logements dans la commune est de 225.

Parmi ces logements, 89,8 % sont des résidences principales, 6,2 % des résidences secondaires et 4,0 % des logements vacants.

### Voies de communication et transports
Cette commune est desservie par la route départementale D 10.

### Risques majeurs
Le territoire de la commune de Clarens est vulnérable à différents aléas naturels : météorologiques (tempête, orage, neige, grand froid, canicule ou sécheresse), inondations, mouvements de terrains et séisme (sismicité modérée). Il est également exposé à un risque technologique,  le transport de matières dangereuses. Un site publié par le BRGM permet d'évaluer simplement et rapidement les risques d'un bien localisé soit par son adresse soit par le numéro de sa parcelle.

#### Risques naturels
Certaines parties du territoire communal sont susceptibles d’être affectées par le risque d’inondation par débordement de cours d'eau, notamment la Petite Baïse, la Baïse Darré et la Galavette. La cartographie des zones inondables en ex-Midi-Pyrénées réalisée dans le cadre du XIe Contrat de plan État-région, visant à informer les citoyens et les décideurs sur le risque d’inondation, est accessible sur le site de la DREAL Occitanie. La commune a été reconnue en état de catastrophe naturelle au titre des dommages causés par les inondations et coulées de boue survenues en 1982, 1999, 2006, 2007 et 2009,.
Clarens est exposée au risque de feu de forêt. Un plan départemental de protection des forêts contre les incendies a été approuvé par arrêté préfectoral le 21 avril 2020 pour la période 2020-2029. Le précédent couvrait la période 2007-2017. L’emploi du feu est régi par deux types de réglementations. D’abord le code forestier et l’arrêté préfectoral du 27 octobre 2014, qui réglementent l’emploi du feu à moins de 200 m des espaces naturels combustibles sur l’ensemble du département. Ensuite celle établie dans le cadre de la lutte contre la pollution de l’air, qui interdit le brûlage des déchets verts des particuliers. L’écobuage est quant à lui réglementé dans le cadre de commissions locales d’écobuage (CLE)

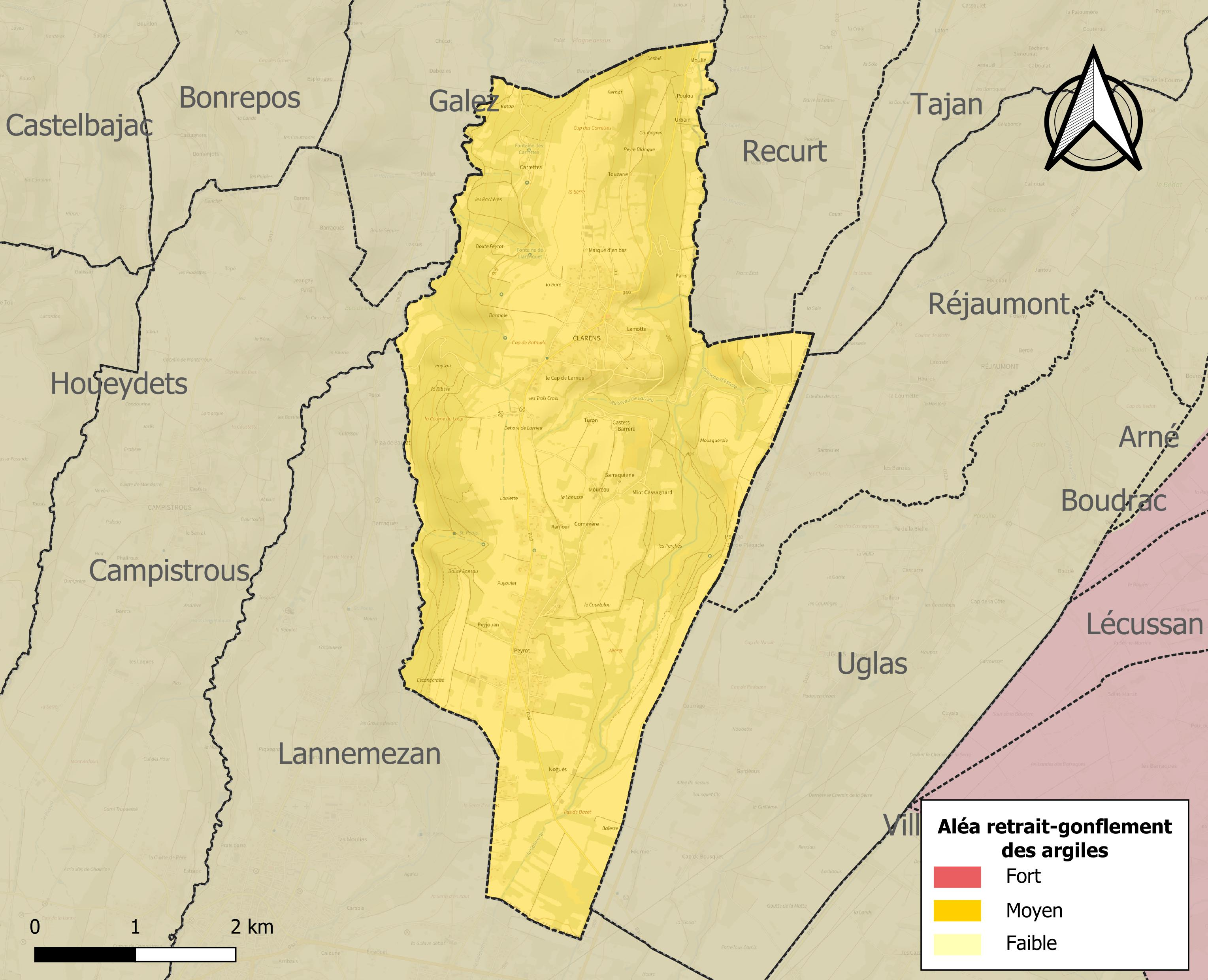
Carte des zones d'aléa retrait-gonflement des sols argileux de Clarens.

Les mouvements de terrains susceptibles de se produire sur la commune sont des tassements différentiels.
Le retrait-gonflement des sols argileux est susceptible d'engendrer des dommages importants aux bâtiments en cas d’alternance de périodes de sécheresse et de pluie. La totalité de la commune est en aléa moyen ou fort (44,5 % au niveau départemental et 48,5 % au niveau national). Sur les 243 bâtiments dénombrés sur la commune en 2019, 243 sont en aléa moyen ou fort, soit 100 %, à comparer aux 75 % au niveau départemental et 54 % au niveau national. Une cartographie de l'exposition du territoire national au retrait gonflement des sols argileux est disponible sur le site du BRGM,.
Par ailleurs, afin de mieux appréhender le risque d’affaissement de terrain, l'inventaire national des cavités souterraines permet de localiser celles situées sur la commune.
Concernant les mouvements de terrains, la commune a été reconnue en état de catastrophe naturelle au titre des dommages causés par la sécheresse en 2003 et par des mouvements de terrain en 1999.

#### Risque technologique
Le risque de transport de matières dangereuses sur la commune est lié à sa traversée par une canalisation de transport d'hydrocarbures. Un accident se produisant sur une telle infrastructure est susceptible d’avoir des effets graves sur les biens, les personnes ou l'environnement, selon la nature du matériau transporté. Des dispositions d’urbanisme peuvent être préconisées en conséquence.

## Toponymie

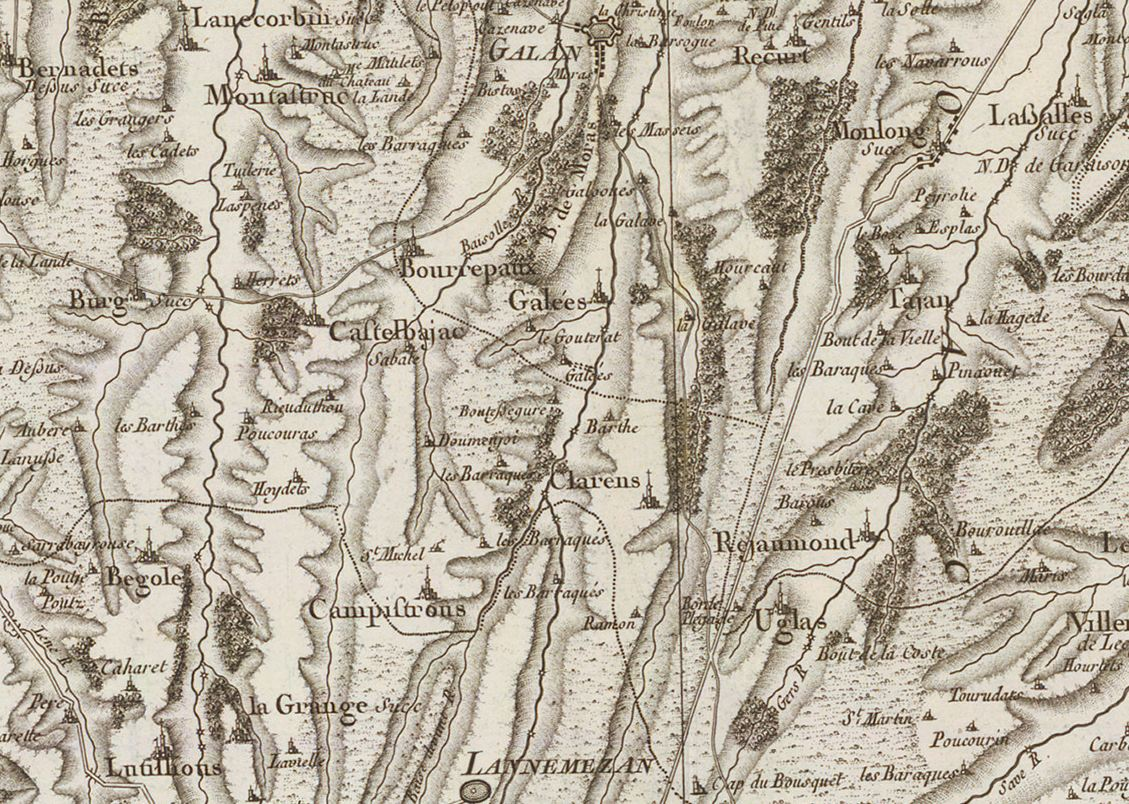
Extrait de la carte de Cassini (entre 1756 et 1789) situant Clarens au nord de Lannemezan

On trouvera les principales informations dans le Dictionnaire toponymique des communes des Hautes Pyrénées de Michel Grosclaude et Jean-François Le Nail qui rapporte les dénominations historiques du village :
Dénominations historiques :
- De Clarens, (1342, pouillé de Tarbes) ;
- de Clarenchis, latin (1379, procuration Tarbes) ;
- Clarens, (fin XVIIIe siècle, carte de Cassini).

Étymologie : du nom de personnage latin Clarentius, employé ici sans suffixe : domaine de Clarentius.
Nom occitan : Clarenç.

## Histoire

### Cadastre napoléonien de Clarens
Le plan cadastral napoléonien de Clarens est consultable sur le site des archives départementales des Hautes-Pyrénées.

## Politique et administration

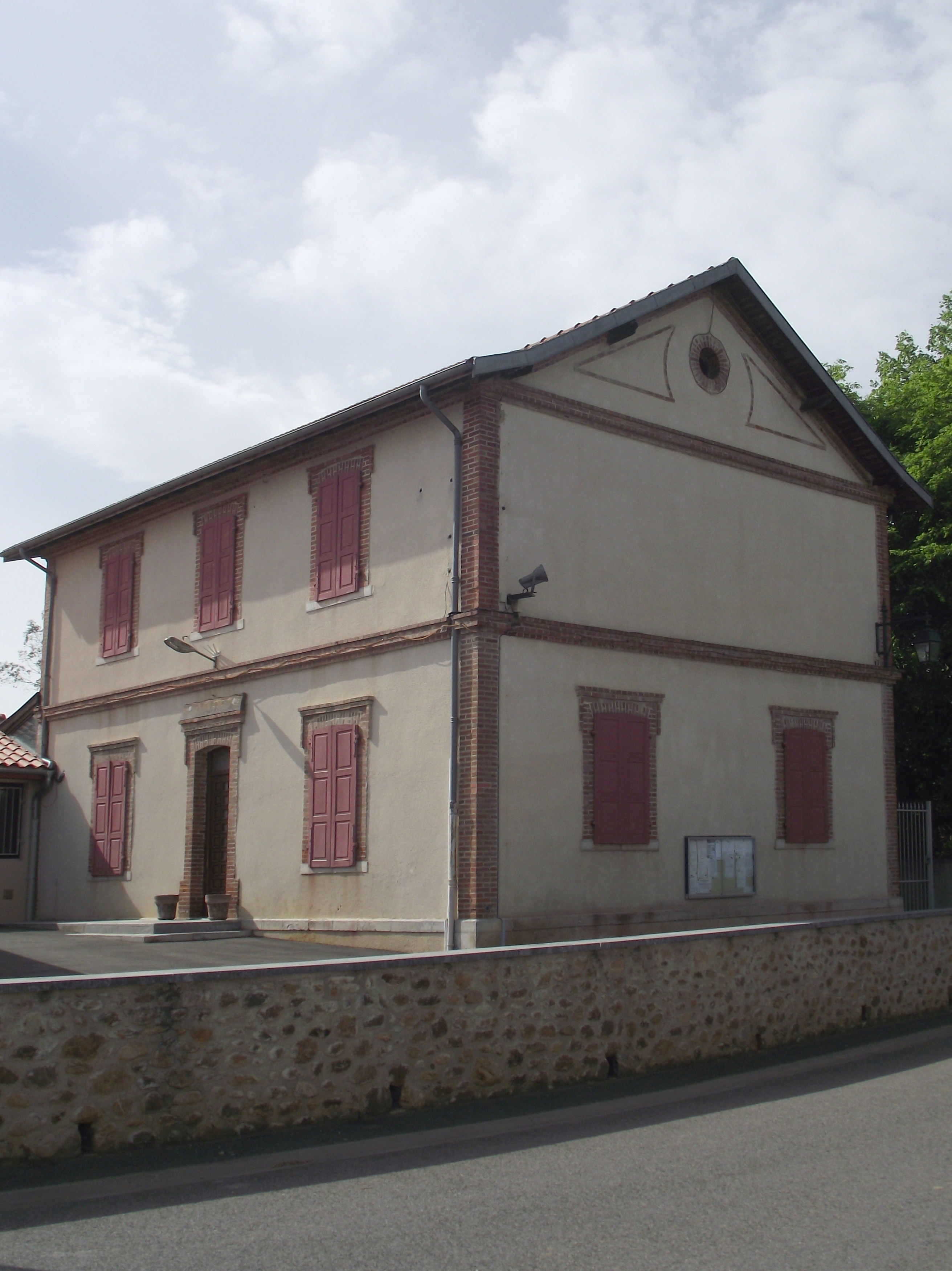
La mairie en 2012.

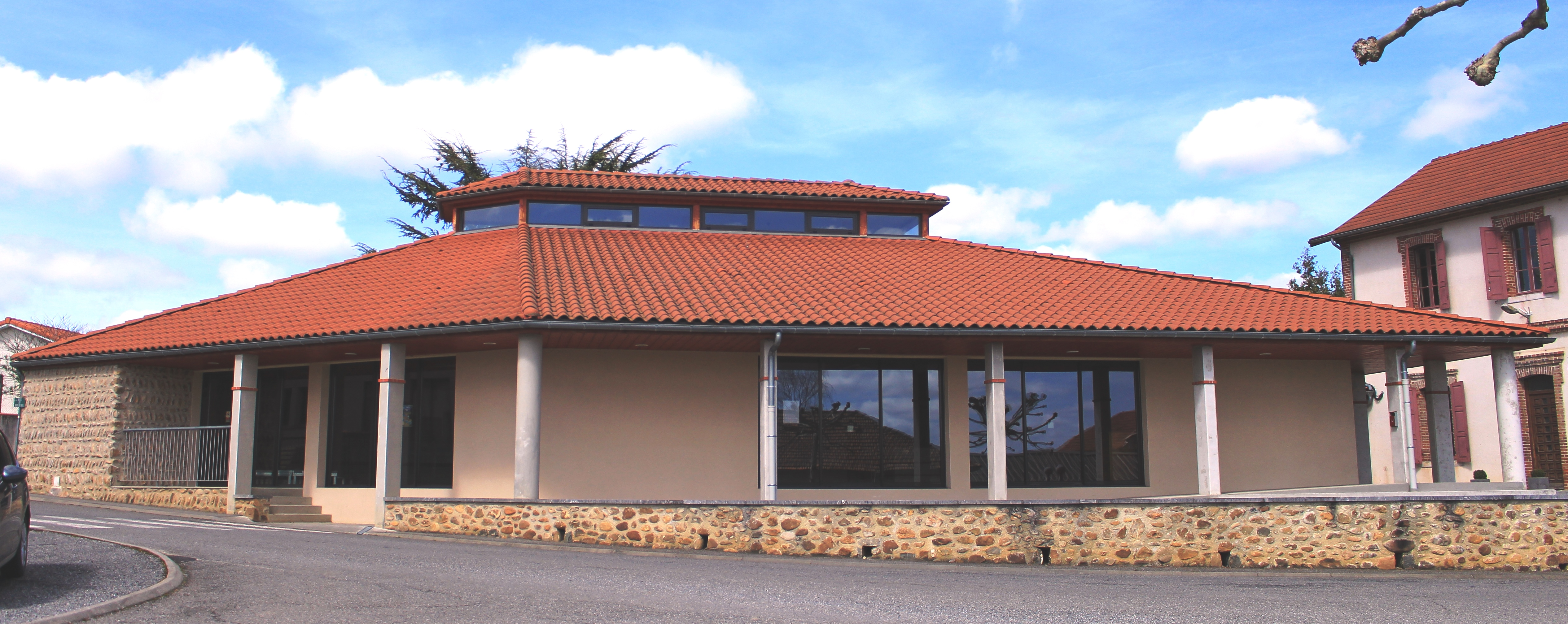
Le foyer rural en 2018

### Liste des maires
| Période                                  | Période   | Identité     | Étiquette | Qualité               |
| ---------------------------------------- | --------- | ------------ | --------- | --------------------- |
| Les données manquantes sont à compléter. |           |              |           |                       |
|                                          |           |              |           |                       |
| mars 1995                                | mars 2014 | Jany Castet  |           |                       |
| mars 2014                                | en cours  | Alain Piaser | PS        | Maître de conférences |

### Rattachements administratifs et électoraux

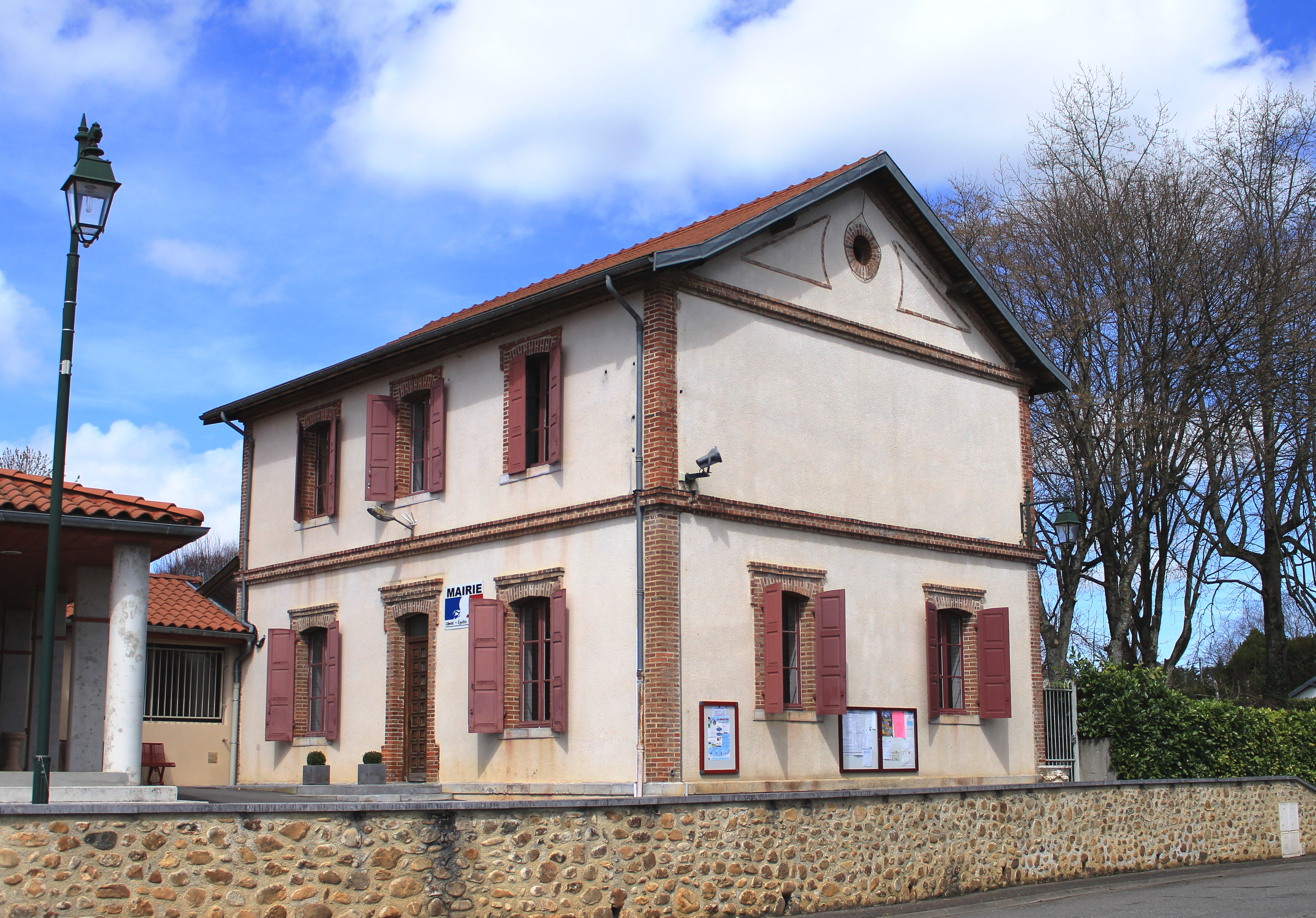
La mairie en 2018.

#### Historique administratif
Sénéchaussée de Toulouse, élection de Rivière-Verdun, seigneurie de Clarens, canton de Lannemezan (depuis 1790).

#### Intercommunalité
Clarens appartient à la communauté de communes du Plateau de Lannemezan Neste-Baronnies-Baïses créée en janvier 2017 et qui réunit 57 communes.

## Population et société

### Démographie

#### Évolution démographique
| 1793 | 1800 | 1806 | 1821 | 1831 | 1836 | 1841 | 1846 | 1851 |
| ---- | ---- | ---- | ---- | ---- | ---- | ---- | ---- | ---- |
| 340  | 340  | 328  | 379  | 423  | 473  | 442  | 490  | 486  |

| 1856 | 1861 | 1866 | 1872 | 1876 | 1881 | 1886 | 1891 | 1896 |
| ---- | ---- | ---- | ---- | ---- | ---- | ---- | ---- | ---- |
| 462  | 456  | 476  | 452  | 450  | 428  | 419  | 410  | 409  |

| 1901 | 1906 | 1911 | 1921 | 1926 | 1931 | 1936 | 1946 | 1954 |
| ---- | ---- | ---- | ---- | ---- | ---- | ---- | ---- | ---- |
| 418  | 404  | 418  | 368  | 312  | 274  | 281  | 284  | 273  |

| 1962 | 1968 | 1975 | 1982 | 1990 | 1999 | 2006 | 2008 | 2013 |
| ---- | ---- | ---- | ---- | ---- | ---- | ---- | ---- | ---- |
| 299  | 330  | 330  | 346  | 375  | 394  | 436  | 448  | 501  |

| 2018 | 2022 | - | - | - | - | - | - | - |
| ---- | ---- | - | - | - | - | - | - | - |
| 497  | 502  | - | - | - | - | - | - | - |

### Enseignement

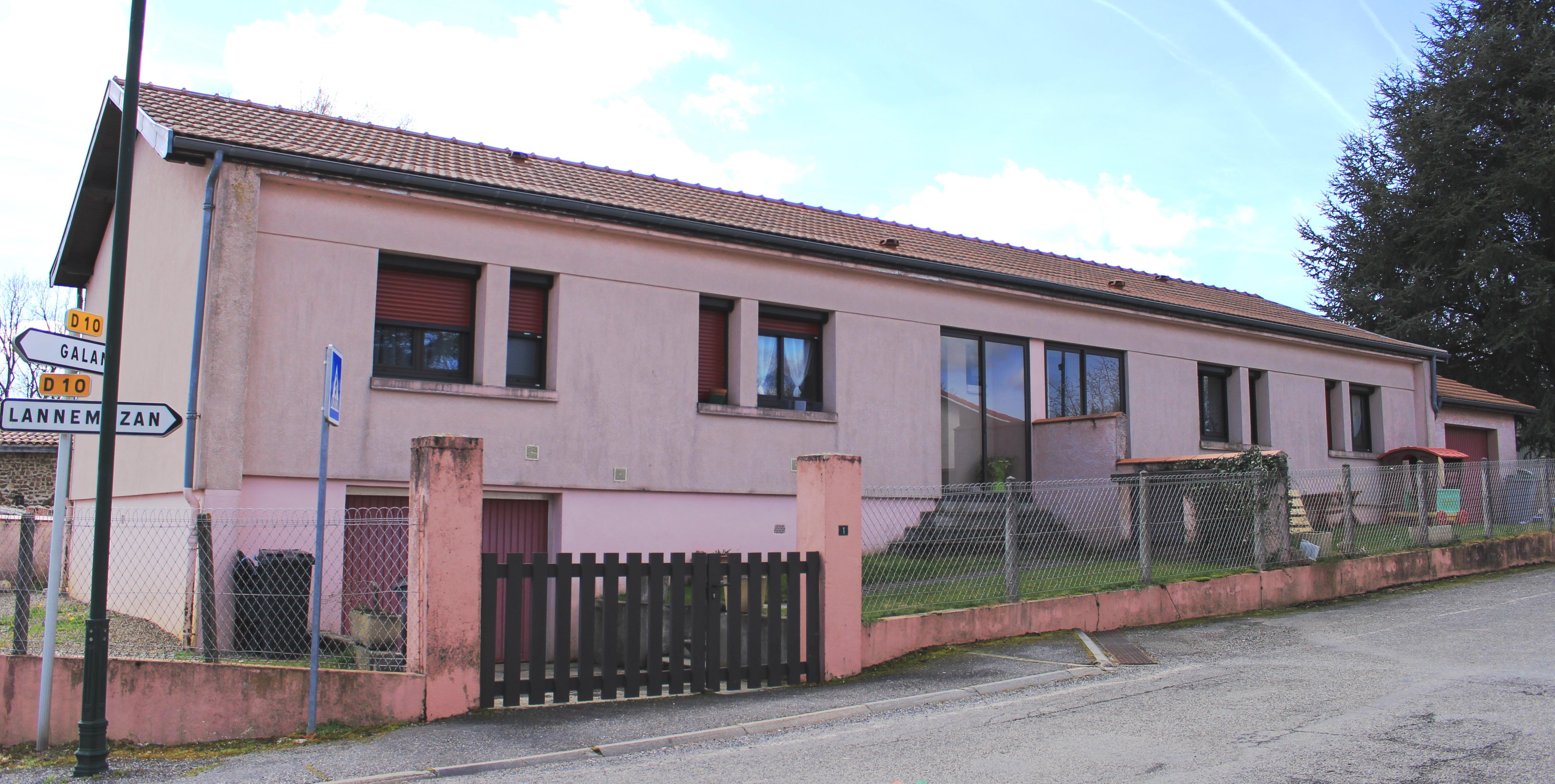
L'école primaire en 2018.

La commune dépend de l'académie de Toulouse. Elle dispose d’une école en 2017.
- École primaire.

## Économie

### Revenus
En 2018, la commune compte 216 ménages fiscaux, regroupant 511 personnes. La médiane du revenu disponible par unité de consommation est de 22 520 € (20 420 € dans le département).

### Emploi
|                | 2008  | 2013  | 2018  |
| -------------- | ----- | ----- | ----- |
| Commune        | 3,1 % | 5,3 % | 2 %   |
| Département    | 7,7 % | 9,4 % | 9,8 % |
| France entière | 8,3 % | 10 %  | 10 %  |

En 2018, la population âgée de 15 à 64 ans s'élève à 302 personnes, parmi lesquelles on compte 75,5 % d'actifs (73,5 % ayant un emploi et 2 % de chômeurs) et 24,5 % d'inactifs,. Depuis 2008, le taux de chômage communal (au sens du recensement) des 15-64 ans est inférieur à celui de la France et du département.
La commune fait partie de la couronne de l'aire d'attraction de Lannemezan, du fait qu'au moins 15 % des actifs travaillent dans le pôle,. Elle compte 52 emplois en 2018, contre 67 en 2013 et 43 en 2008. Le nombre d'actifs ayant un emploi résidant dans la commune est de 225, soit un indicateur de concentration d'emploi de 23 % et un taux d'activité parmi les 15 ans ou plus de 56,1 %.
Sur ces 225 actifs de 15 ans ou plus ayant un emploi, 24 travaillent dans la commune, soit 11 % des habitants. Pour se rendre au travail, 92 % des habitants utilisent un véhicule personnel ou de fonction à quatre roues, 1,3 % les transports en commun, 2,2 % s'y rendent en deux-roues, à vélo ou à pied et 4,4 % n'ont pas besoin de transport (travail au domicile).

### Activités
Clarens compte de nombreuses exploitations agricoles tournées vers la culture céréalière, l'élevage extensif équin et ovin, la basse-cour (dont une ferme solaire).

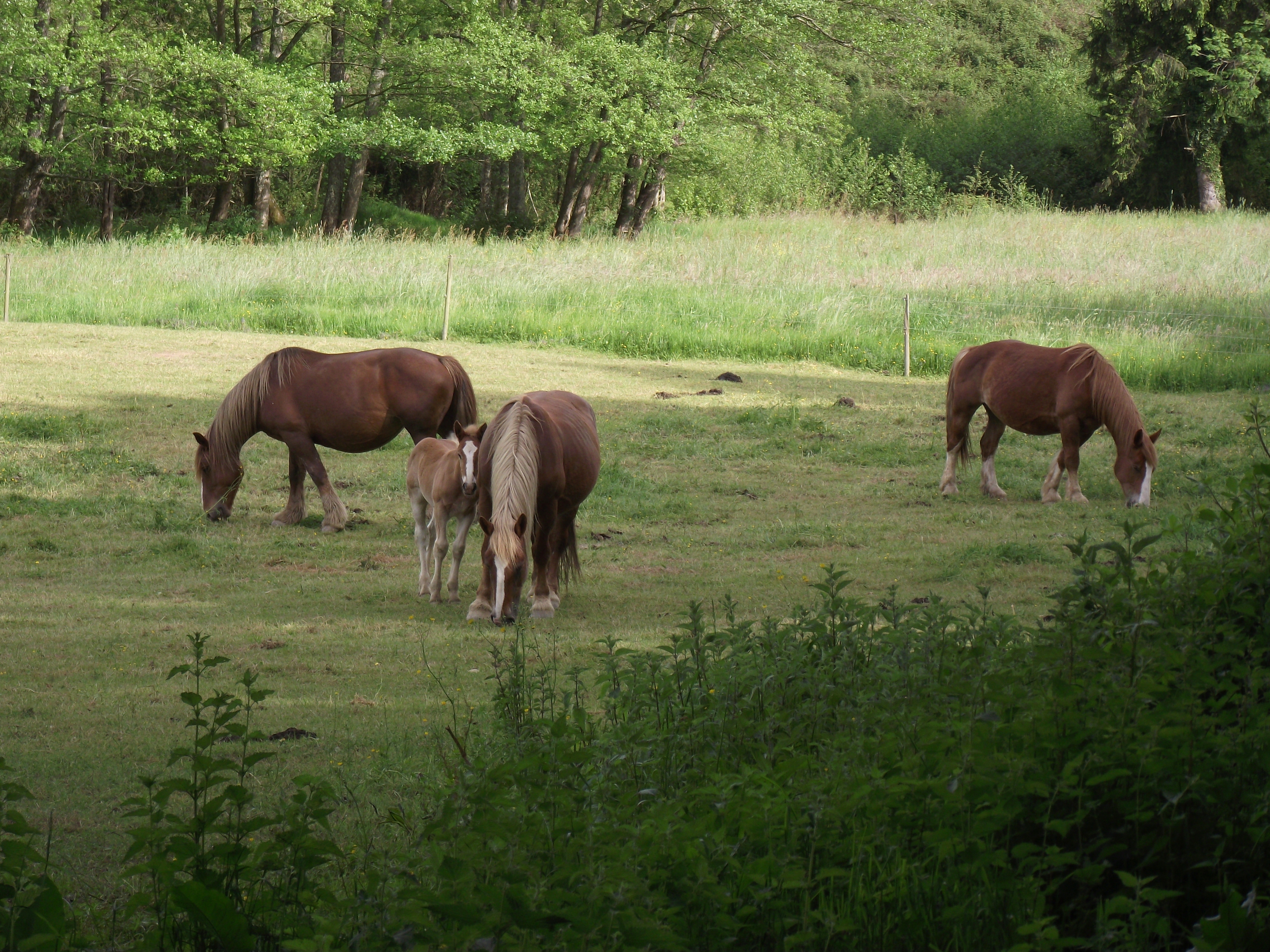
Chevaux.
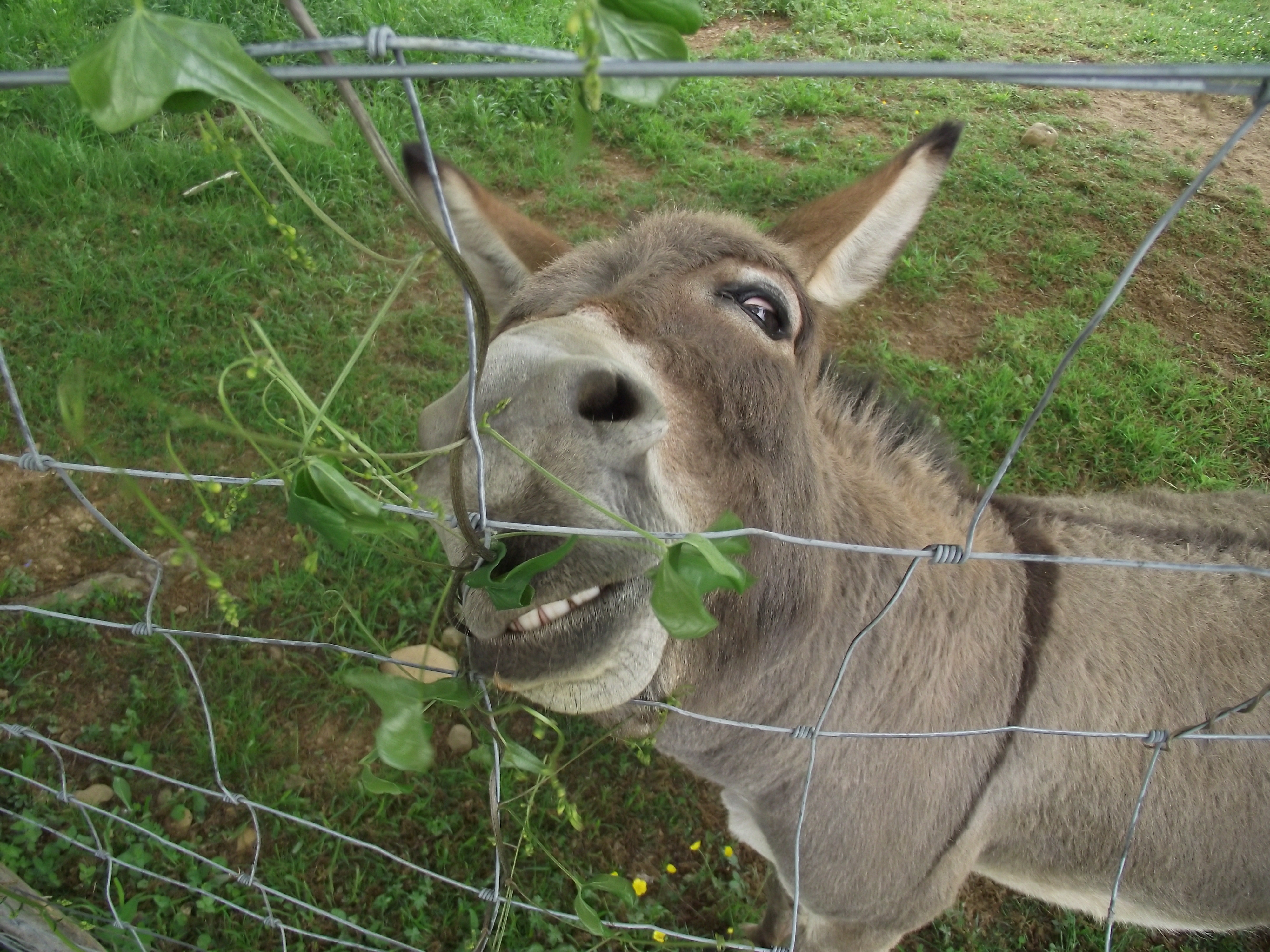
Âne.

## Culture locale et patrimoine

### Lieux et monuments
- Église Saint-André de Clarens.
- Oratoire de la Vierge Marie (Immaculée conception) près du cimetière.
- La place du village jouxte l'église. Un monument aux morts et une croix monumentale l'agrémentent.
- De l'autre côté de la rue, la mairie et la salle polyvalente attenante côtoient un puits.
- Placer au sommet d'un colonne, une croix en fer forgé de la crucifixion de Jésus.

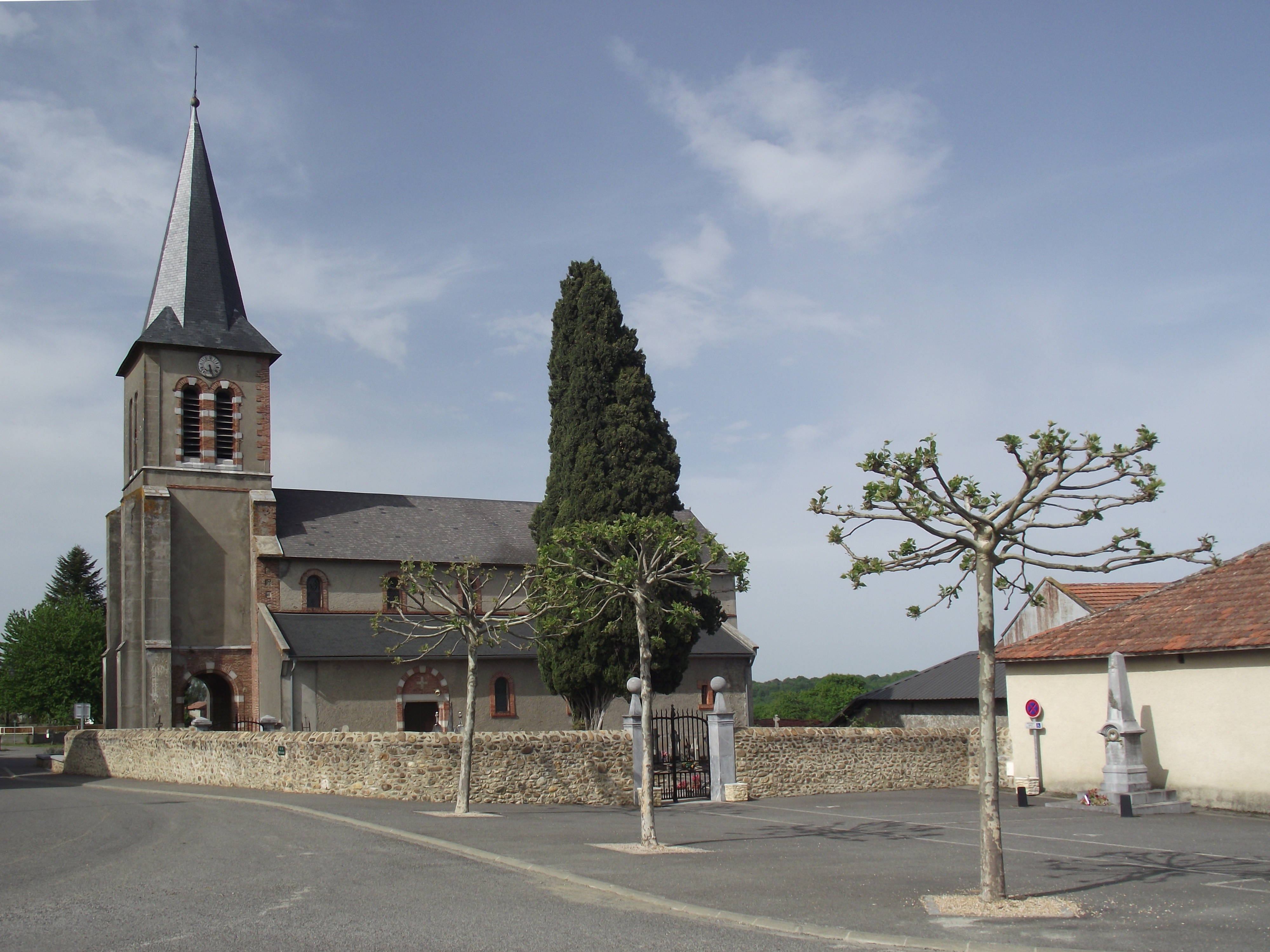
Église Saint-André.
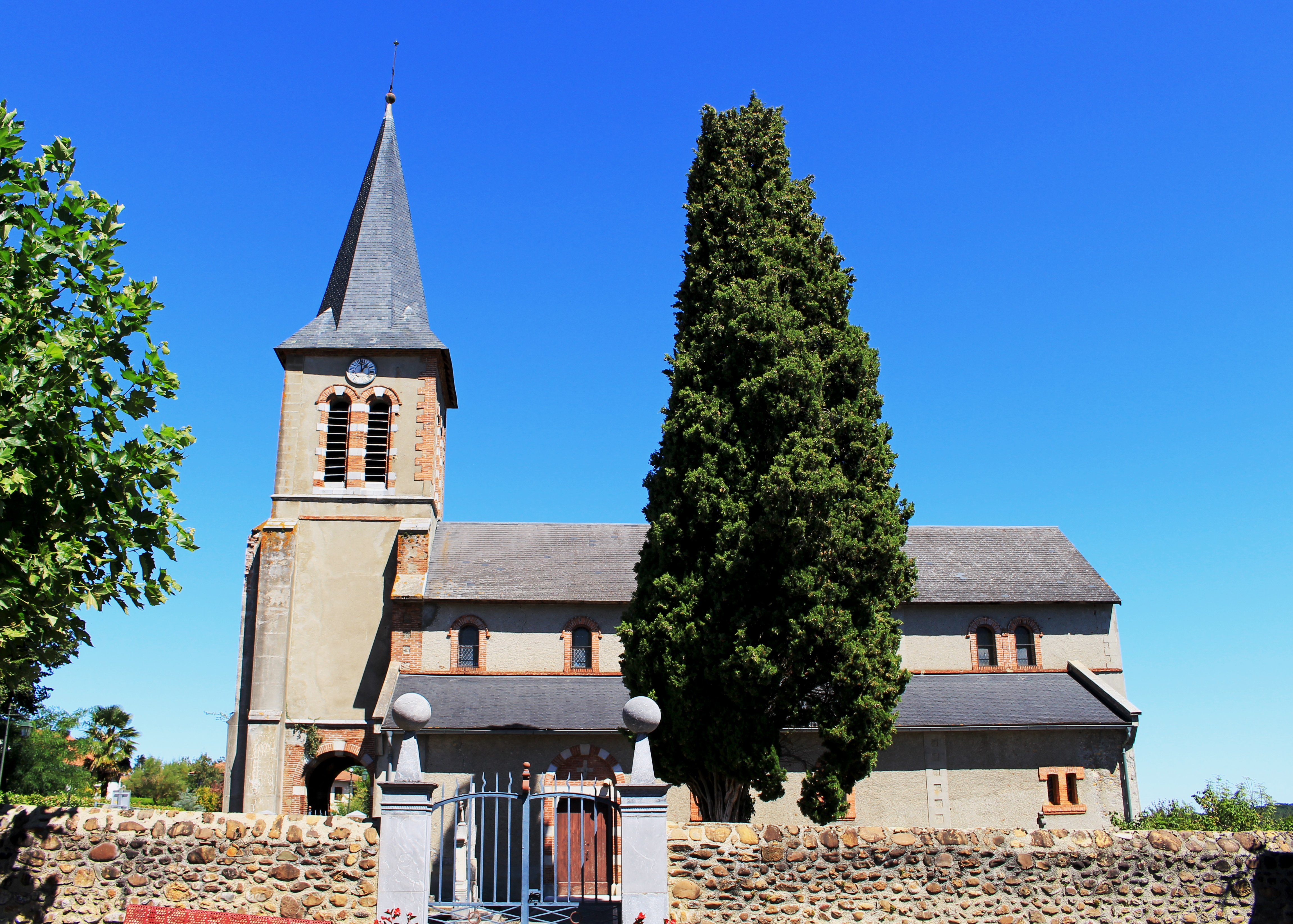
Église Saint-André.
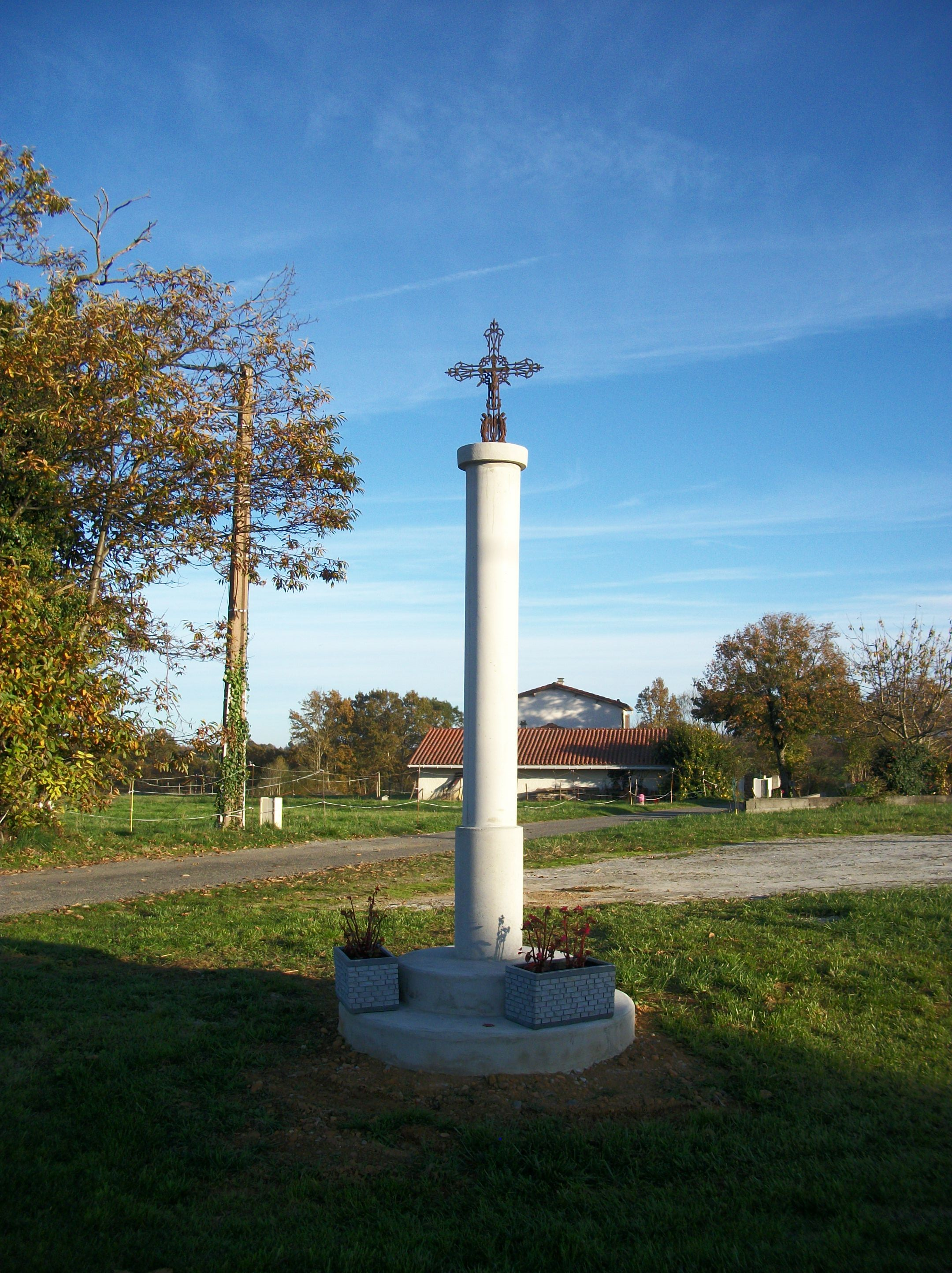
Placer au sommet d'un colonne, une croix en fer forgé de la crucifixion de Jésus.
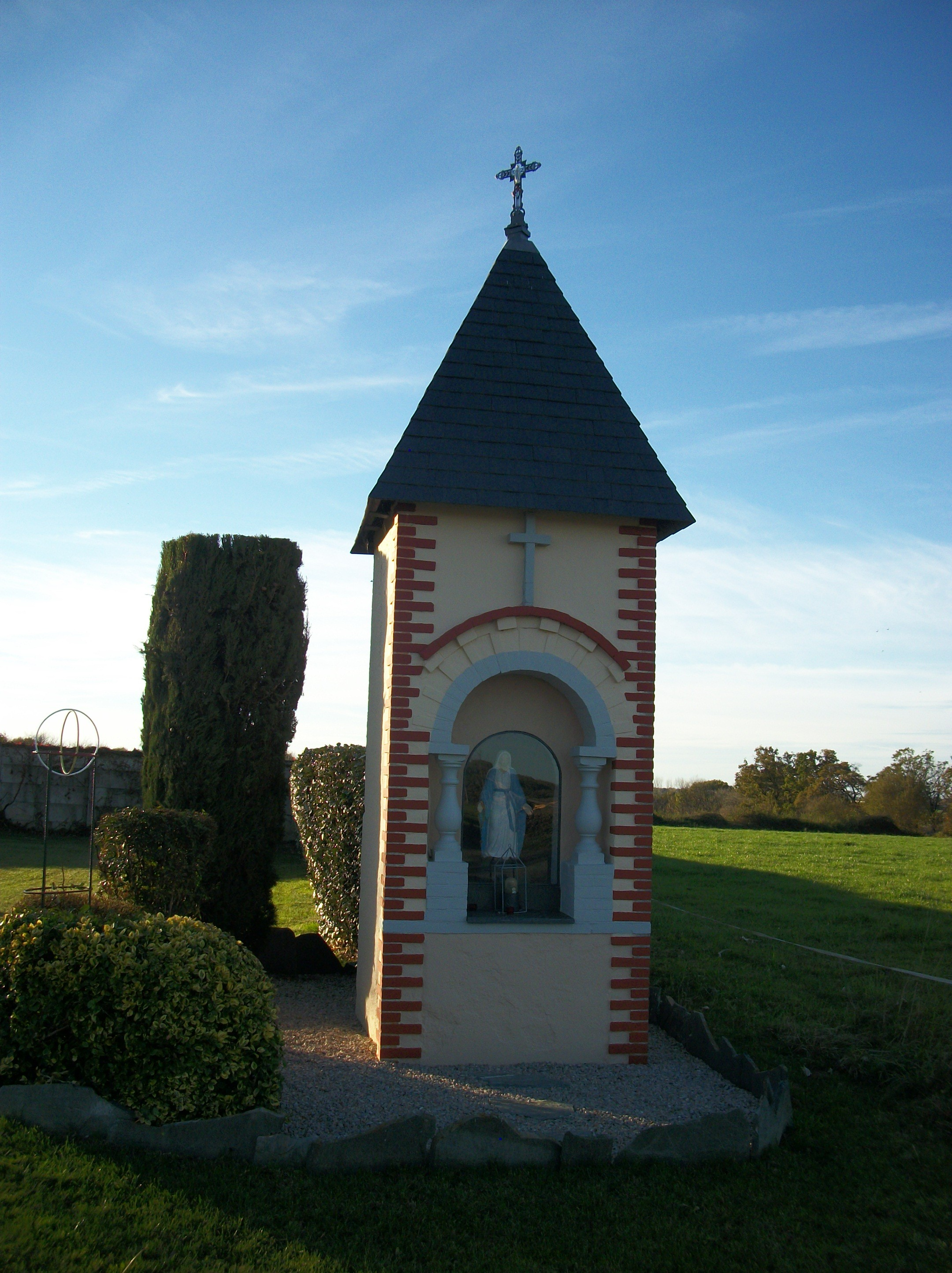
Oratoire de la Vierge Marie (Immaculée conception) près du cimetière.
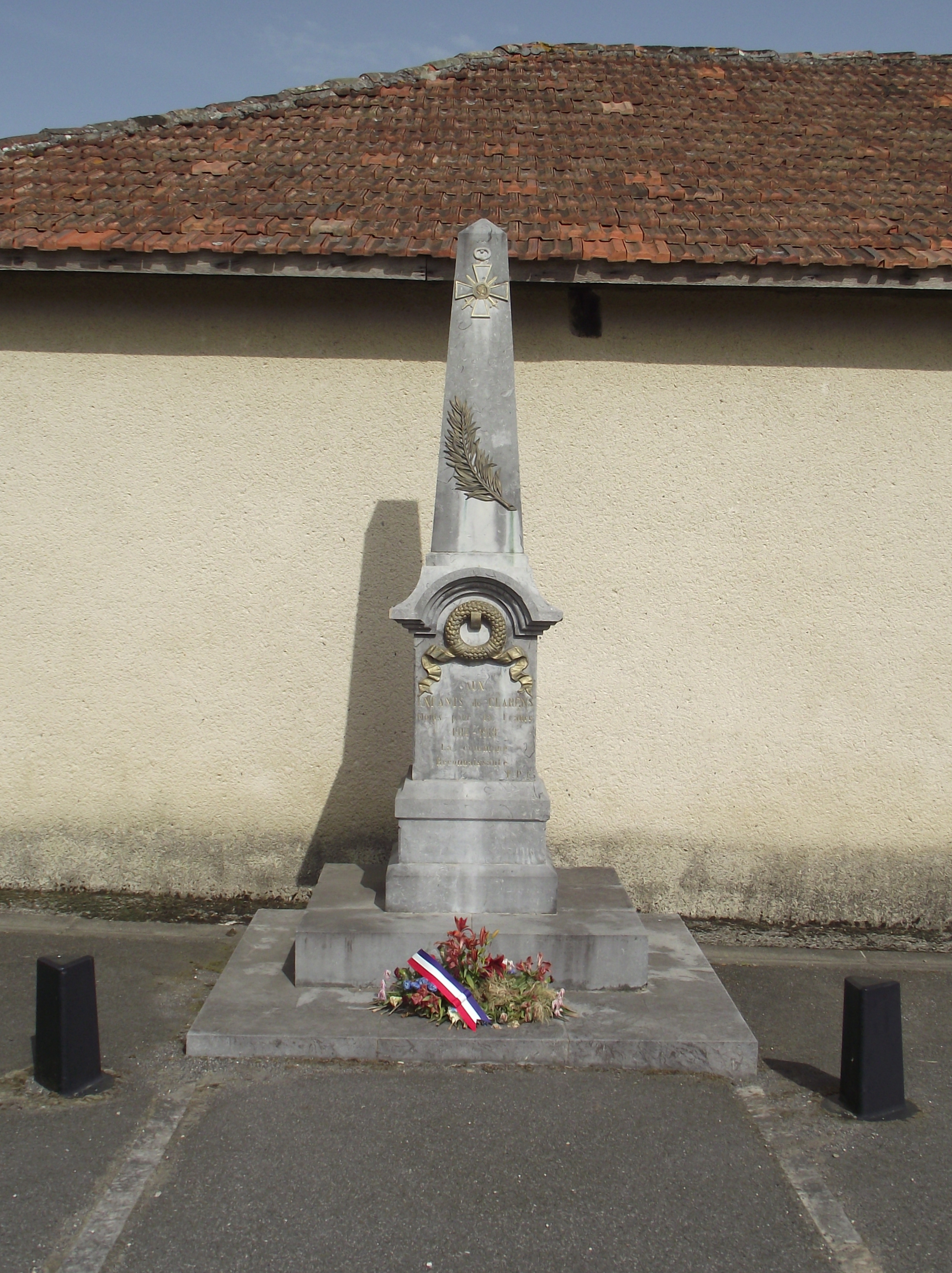
Monument aux morts.
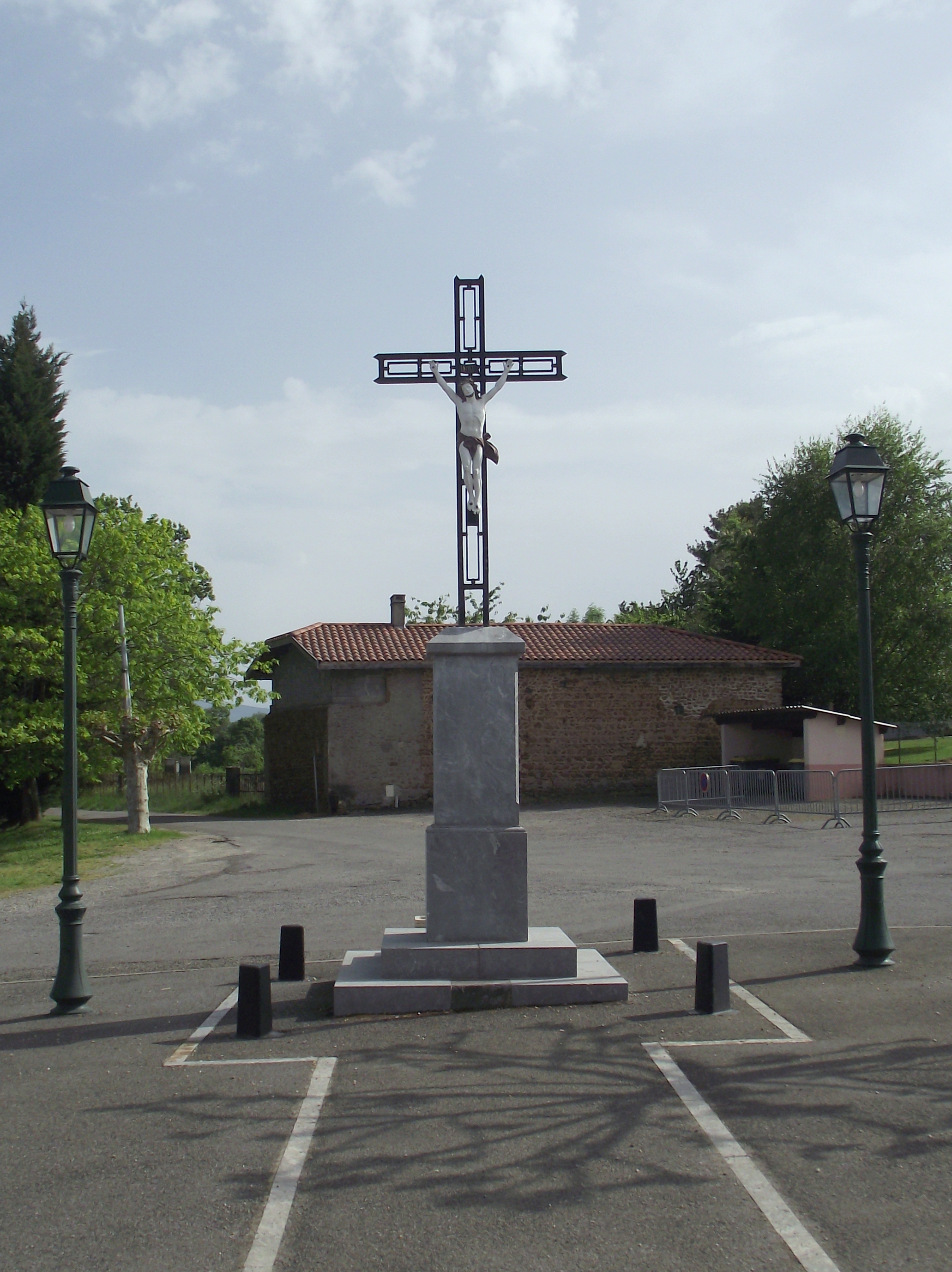
Croix monumentale.
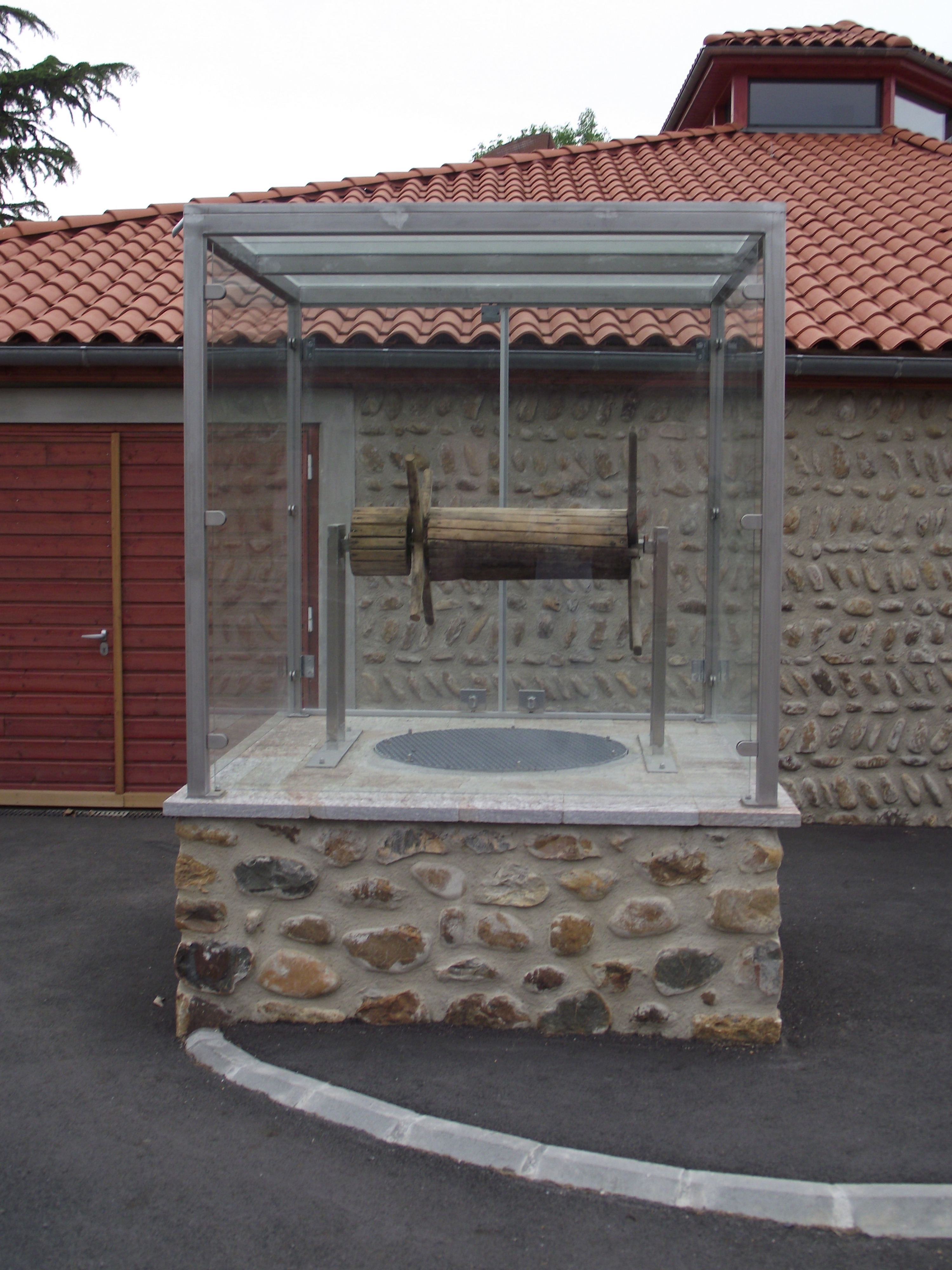
Puits.
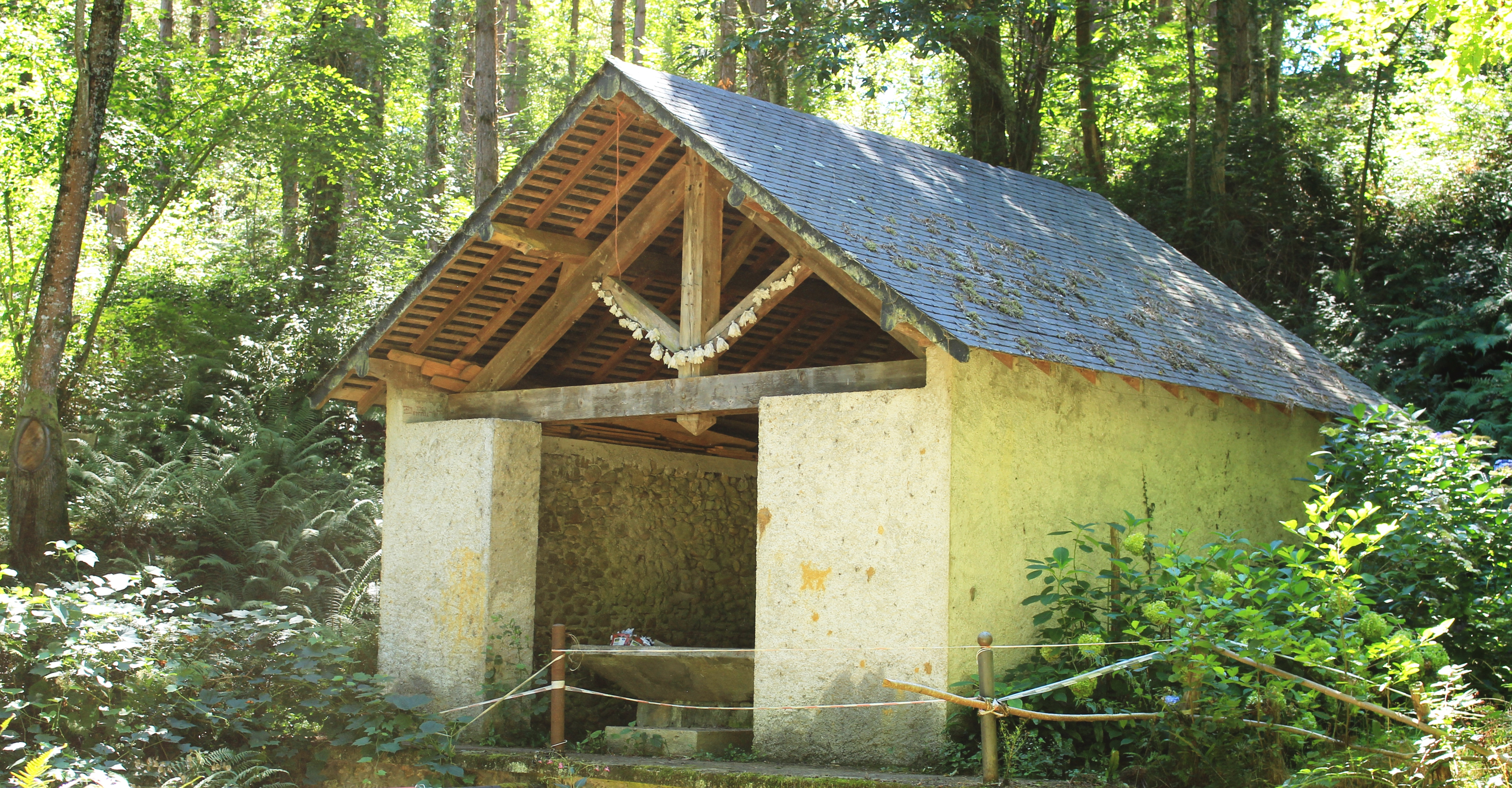
Lavoir.
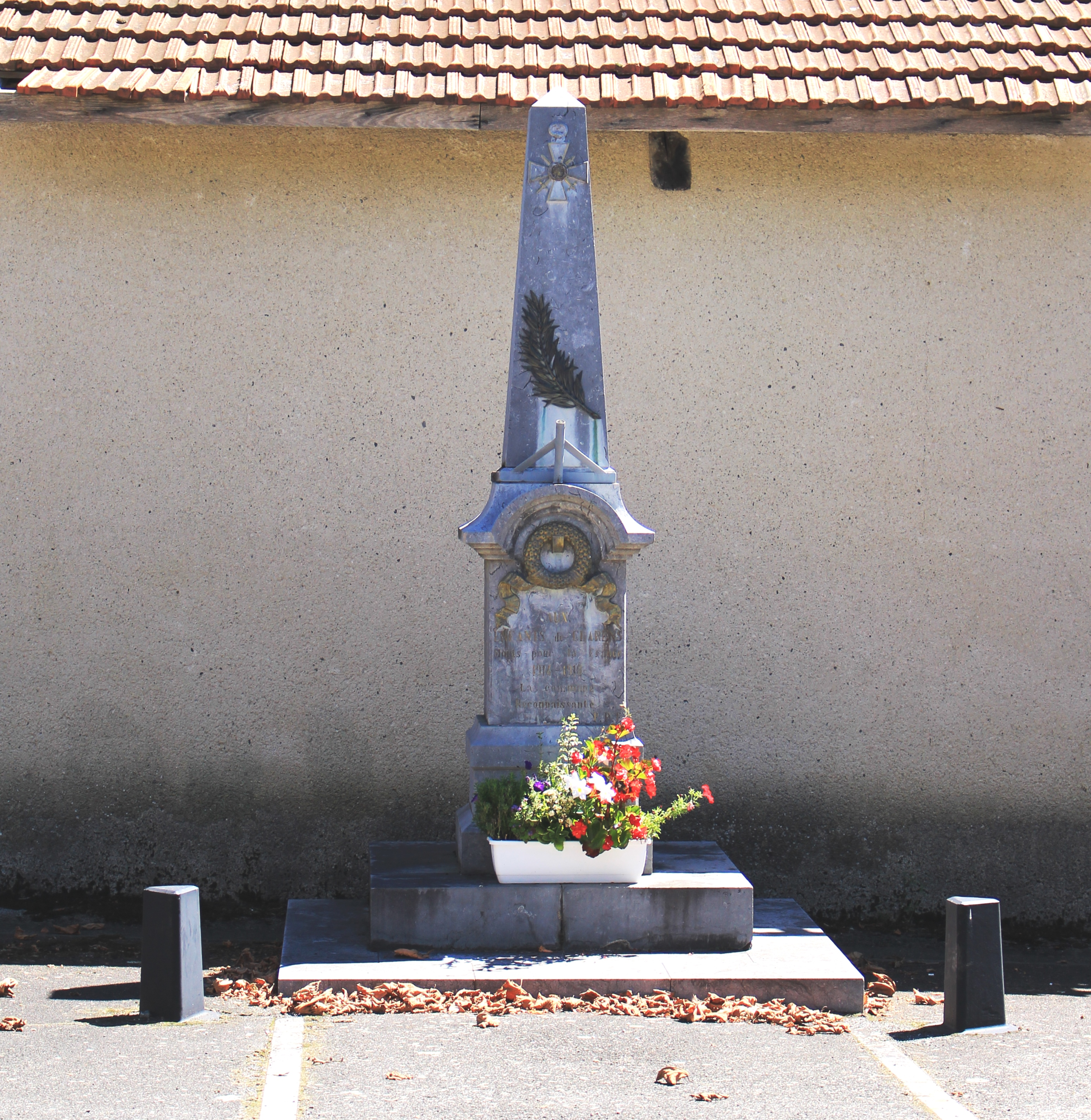
Monument aux morts.

### Forêt et chemins de randonnée
La forêt et ses routes forestières sont propices aux balades.

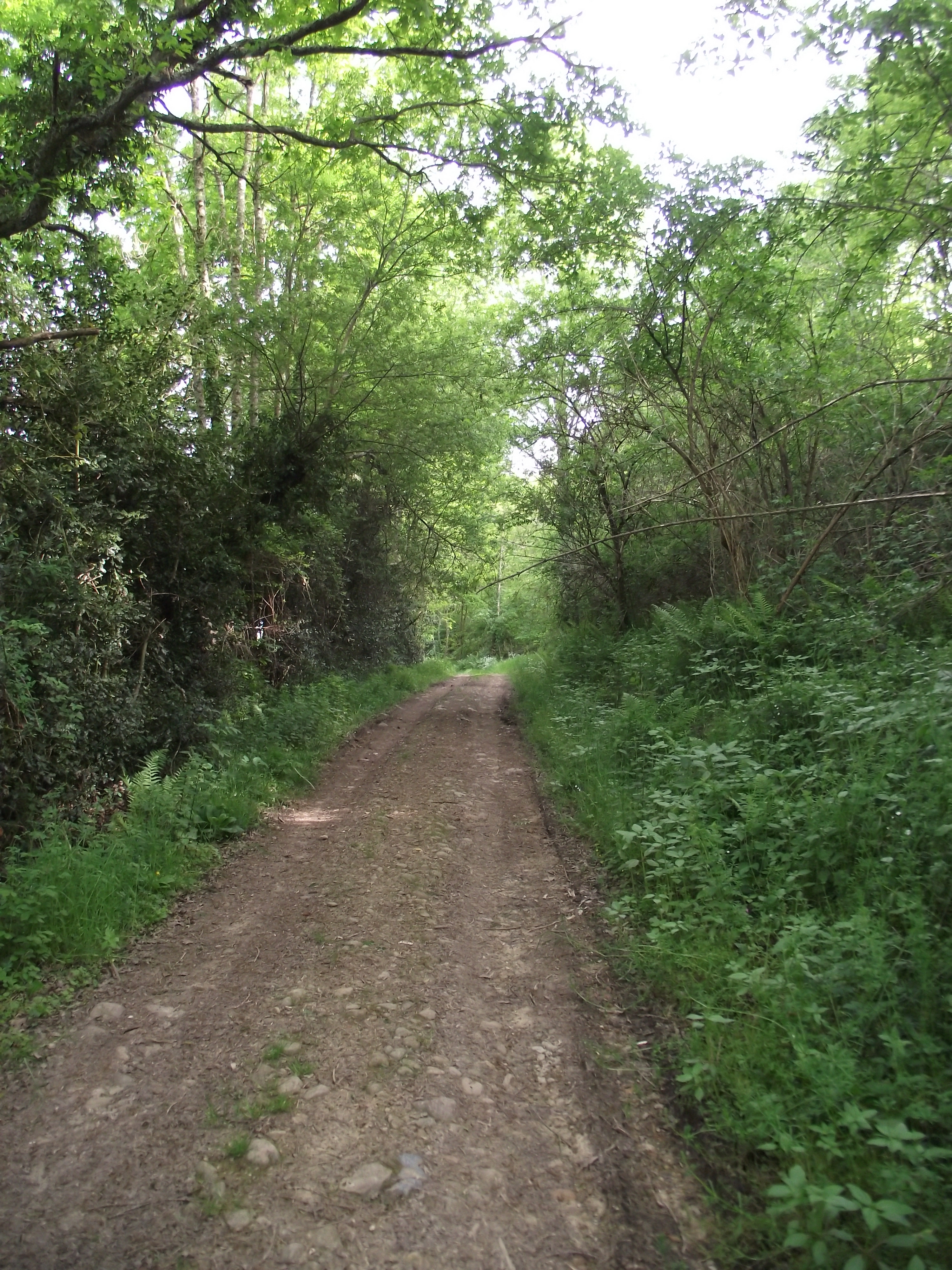
Route Bleue.
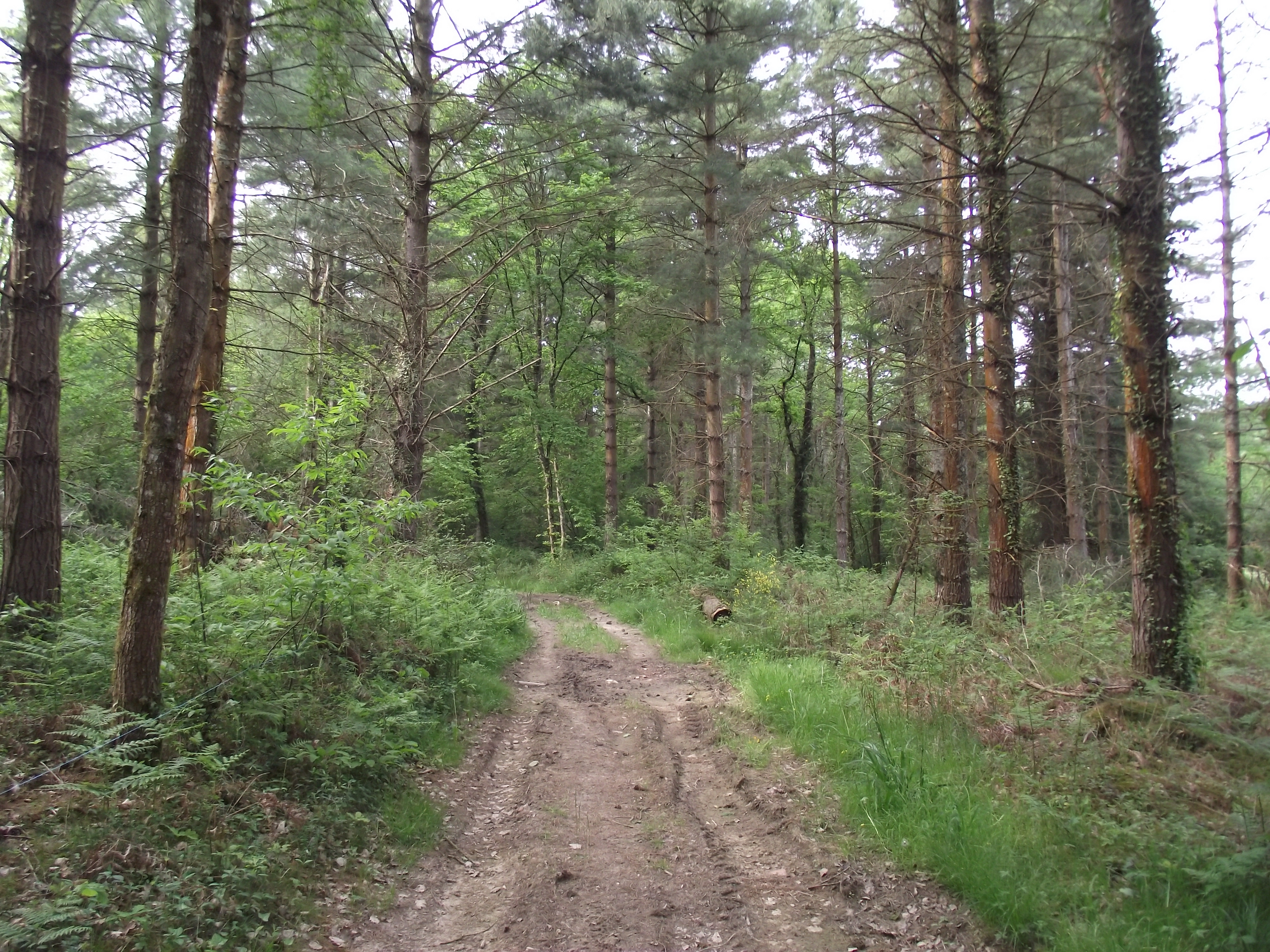
Forêt.
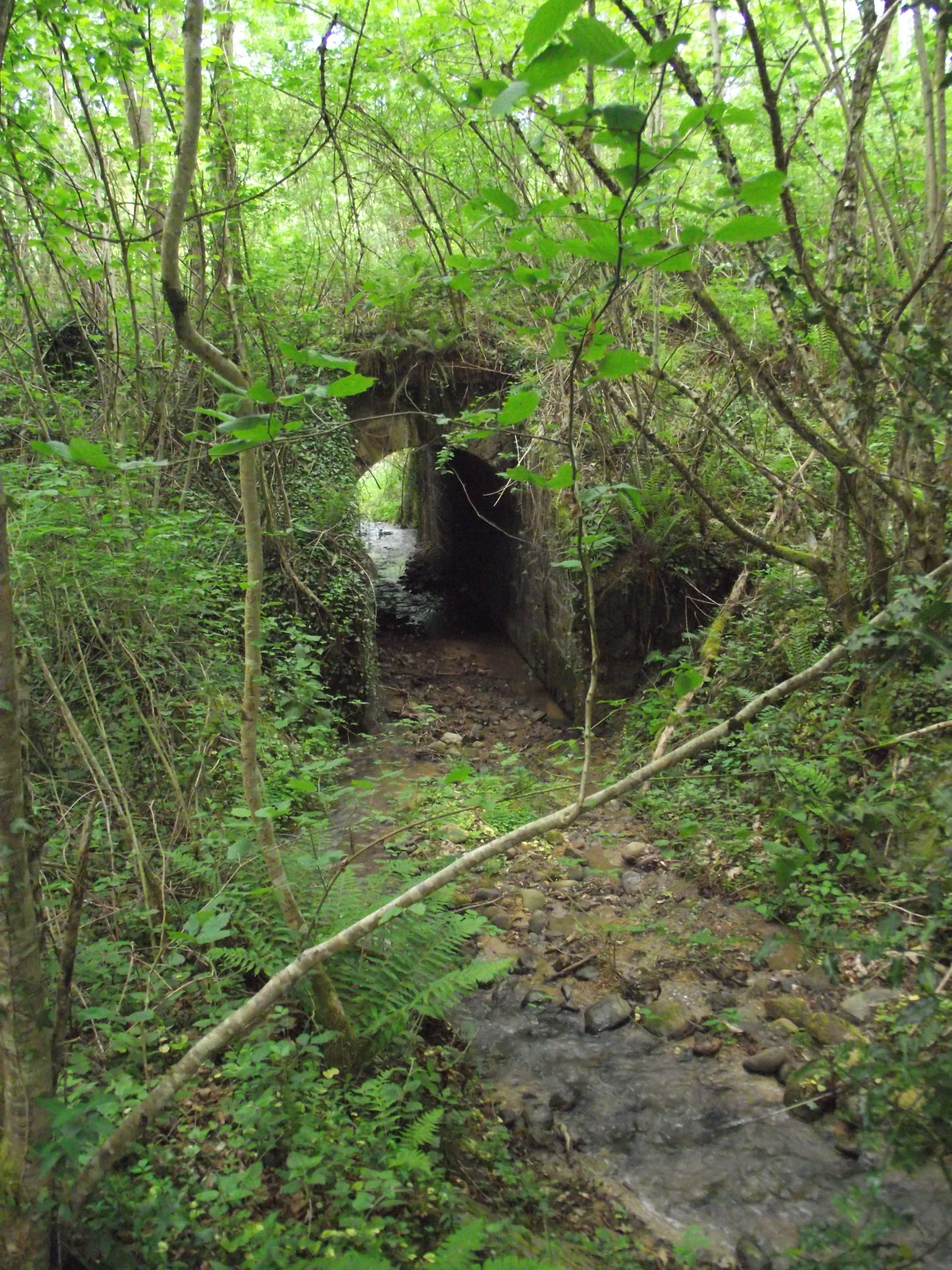
Ancien pont.

### Héraldique
| Blason | Blasonnement : Parti : au premier d'or aux trois pals de gueules, au second d'azur à la cloche d'or posée en barre. |